# 200 első randi
A 200 első randi 2018 és 2019 között vetített magyar vígjátéksorozat, amelyet Hámori Barbara alkotott. A 2009-ben megjelent Ciega a Citas (Vak randik) című spanyol telenovella magyar változata. A főbb szerepekben Gáspár Kata, Pápai Erika, Szerednyey Béla, Trokán Péter, Mészáros András és Sárközi-Nagy Ilona látható.
Az első adás 2018. október 1-én mutatta be a Viasat 3. A jó nézettségnek köszönhetően a Viasat 3 berendelte a sorozat 58 részes második (záró) évadát.

## Történet
A sok humorral és érzelemmel fűszerezett sorozatban a harmincas éveiben járó, kissé szétesett és slampos Luca (Gáspár Kata) mindennapjait követhetik nyomon a nézők. A szingli lányt villámcsapásként éri húga (Kovács Panka) eljegyzése, és ha ez nem lenne elég, véletlenül meghallja édesanyja (Pápai Erika) csípős megjegyzését azzal kapcsolatban, hogy várhatóan húga esküvőjére is egyedül érkezik majd. Luca ekkor megfogadja, hogy nem így lesz, és 275 nap alatt megtalálja az igazit, miközben igyekszik a munkahelyén megjelenő kihívásoknak is eleget tenni.

## Előkészületek és gyártás
A forgatás előkészületei már 2017-ben, a tényleges munka 2018 nyarán kezdődött. 20 külső helyszínen, valamint egy 1000 m2 alapterületű stúdióban került felvételre a sorozat. A stábnak összesen 100 nap állt rendelkezésére a forgatás lebonyolításához, amelyben komoly nehézséget okozott a színházban játszó színészek egyeztetése. A szereplők kiválasztását egy féléves castingfolyamat előzte meg.

## Szereplők

### Főszereplők
| Szerep         | Színész            | Megjegyzés                                              | Évadok |
| -------------- | ------------------ | ------------------------------------------------------- | ------ |
| Molnár Luca    | Gáspár Kata        | Ildikó és Géza lánya, Zita nővére, Dénes neveltlánya    | 1–2    |
| Perczel Ildikó | Pápai Erika        | Luca és Zita édesanyja, Géza Ex-neje                    | 1–2    |
| Molnár Géza    | Szerednyey Béla    | Luca édesapja, Ildikó Ex-férje, Dénes barátja           | 1–2    |
| Perczel Dénes  | Trokán Péter       | Luca nevelőapja, Zita apja, Ildikó férje, Géza barátja  | 1–2    |
| Szöllősi Olga  | Sajgál Erika       | Ildikó barátnője                                        | 1–2    |
| Undi Márk      | Mészáros András    | A Délelőtti Gyors hírszerzője                           | 1–2    |
| Bicskei Félix  | Kékesi Gábor       | A Délelőtti Gyors bemondója                             | 1–2    |
| Perczel Zita   | Kovács Panka       | Luca húga, Ildikó és Dénes lánya                        | 1–2    |
| Harcsa Erik    | Simon Zoltán       | Zita pasija                                             | 1–2    |
| Vinkler Adél   | Sárközi-Nagy Ilona | Gyuri húga, Zsigmond lánya, A Délelőtti Gyors Producere | 1–2    |
| Tolnai Bence   | Járai Máté         | Luca legjobb barátja, a Délelőtti Gyors munkatársa      | 1–2    |
| Vámos Roland   | Sándor Péter       | A Délelőtti Gyors munkatársa, Sport rovat bemondója     | 1–2    |
| Soós Kriszti   | Bohoczki Sára      | A Délelőtti Gyors munkatársa                            | 1–2    |
| Balla Simon    | Hajdu Tibor        | A Délelőtti Gyors hangositója                           | 1–2    |
| Horváth Karesz | Láng Balázs        | A Délelőtti Gyors gyártásvezetője                       | 1–2    |
| Csortos Áron   | Dóra Béla          | A Délelőtti Gyors munkatársa                            | 2      |

### Mellékszereplők
| Szerep           | Színész           | Megjegyzés                                                          | Évadok |
| ---------------- | ----------------- | ------------------------------------------------------------------- | ------ |
| Pepe             | Vicei Zsolt       | A rádió portása.                                                    | 1–2    |
| Szabó Tamás      | Ódor Kristóf      | A rádiónál dolgozik                                                 | 1–2    |
| Szondi Artúr     | Őze Áron          | Párterapeuta.                                                       | 1–2    |
| Szilárd          | Farkas Ádám       | Luca barátja, taxis                                                 | 1–2    |
| Lali             | Telekes Péter     | Bence barátja                                                       | 1–2    |
| Vinkler Zsigmond | Borbiczki Ferenc  | A Délelőtti Gyors tulajdonosa, Adél és Gyuri apja                   | 1–2    |
| Zsófi            | Molnár G. Nóra    | Zita barátnője, pincérnő                                            | 1–2    |
| Vinkler Gyuri    | Csizmadia Gergely | Zsigmond fia, Adél testvére, egy ideig a Délelőtti Gyors munkatársa | 1–2    |
| Viki             | Pataki Szilvia    | Takarító                                                            | 1–2    |
| Szeghalmi Rozina | Novák Angéla      | A rádiónál dolgozik                                                 | 1–2    |
| Harcsa Viktor    | Miller Dávid      | Erik unokatestvére.                                                 | 1–2    |
| Takács Rudolf    | Szegedi Dezső     | Dénes és Géza barátja.                                              | 1–2.   |
| Adony            | Vadász Gábor      | Rendőr, Luca zaklatója                                              | 1–2    |
| Várkonyi Zsolt   | Sarádi Zsolt      | A konkurens rádió bemondója                                         | 1      |
| Vitézi Regina    | Jancsó Dóra       | Zsigmond barátnője                                                  | 2      |
| Ákos             | Hajmási Dávid     | A Délelőtti Gyors munkatársa                                        | 2      |

## Epizódok
| Évad | Évad        | Részek száma | Részek száma | Eredeti sugárzás     | Eredeti sugárzás     | Eredeti adó |
| Évad | Évad        | Részek száma | Részek száma | Évadbemutató         | Évadzáró             | Eredeti adó |
| ---- | ----------- | ------------ | ------------ | -------------------- | -------------------- | ----------- |
|      | 1.          | 60           | 60           | 2018. október 1.     | 2018. december 21.   |             |
|      | Különkiadás | Különkiadás  | Különkiadás  | 2019. szeptember 30. | 2019. szeptember 30. |             |
|      | 2.          | 58           | 58           | 2019. szeptember 30. | 2019. december 20.   |             |